# Sterigmapetalum guianense
Sterigmapetalum guianense là một loài thực vật có hoa trong họ Rhizophoraceae. Loài này được Steyerm. miêu tả khoa học đầu tiên năm 1952.